# 아우토스트라다 A11
아우토스트라다 A11(이탈리아어: Autostrada A11)는 피렌체에서 피사까지 이어주는 이탈리아의 고속도로로, 총 연장은 81.7 km이다. 이탈리아 왕국 당시 건설된 고속도로 노선 중 2번째로 오래된 고속도로 노선이기도 하다.

## 같이 보기
- 아우토스트라다